# Campeonato Europeu de Ciclismo em Pista de 2014
O V Campeonato Europeu de Ciclismo em Pista celebrou-se na Baie-Mahault (Guadalupe, França) entre o 15 e o 19 de outubro de 2014 baixo a organização da União Europeia de Ciclismo (UEC) e a Federação Francesa de Ciclismo.
As competições realizaram-se no Velódromo Amédée Detraux da cidade francesa. Foram disputadas 19 provas, 10 masculinas e 9 femininas.

## Medalhistas

### Masculino
| Evento                          | Ouro                                                                                    | Prata                                                                                               | Bronze                                                                                                   |
| ------------------------------- | --------------------------------------------------------------------------------------- | --------------------------------------------------------------------------------------------------- | --- |
| Velocidade individual (18.10)   | Grégory Baugé · França                                                                  | Damian Zieliński · Polónia                                                                          | Robert Förstemann · Alemanha                                                                             |
| Velocidade por equipas (16.10)  | Alemanha · Robert Förstemann · Tobias Wächter · Joachim Eilers · 59,602                 | França · Grégory Baugé · Kévin Sireau · Michaël D'Almeida · 59,820                                  | Rússia · Pavel Yakushevski · Denis Dmitriyev · Nikita Shurshin · 1:00,061                                |
| Perseguição individual (18.10)  | Andrew Tennant · Reino Unido · 4:32,686                                                 | Alexandr Yevtushenko · Rússia · 4:34,954                                                            | Kersten Thiele · Alemanha · 4:32,878                                                                     |
| Perseguição por equipas (16.10) | Reino Unido · Edward Clancy · Jonathan Dibben · Owain Doull · Andrew Tennant · 4:11,545 | Alemanha · Henning Bommel · Theo Reinhardt · Nils Schomber · Kersten Thiele · Leon Rohde · 4:12,342 | Rússia · Alexei Kurbatov · Yevgueni Kovaliov · Ivan Kovaliov · Alexandr Serov · Artur Yershov · 4:13,318 |
| 1 km contrarrelógio (18.10)     | Callum Skinner · Reino Unido · 1:02,399                                                 | Joachim Eilers · Alemanha · 1:02,474                                                                | Quentin Lafargue · França · 1:02,734                                                                     |
| Corrida por pontos (17.10)      | Benjamin Thomas · França · 37 pts.                                                      | Liam Bertazzo · Itália · 30 pts.                                                                    | Henning Bommel · Alemanha · 24 pts.                                                                      |
| Scratch (16.10)                 | Otto Vergaerde · Bélgica                                                                | Eloy Teruel Rovira · Espanha                                                                        | Edward Clancy · Reino Unido                                                                              |
| Keirin (19.10)                  | Joachim Eilers · Alemanha                                                               | Matthijs Büchli · Países Baixos                                                                     | Denis Dmitriyev · Rússia                                                                                 |
| Madison (19.10)                 | Andreas Graf · Andreas Müller · Áustria · 6 pts.                                        | Kenny De Ketele · Otto Vergaerde · Bélgica · 21 (-1) pts.                                           | Vivien Brisse · Morgan Kneisky · França · 18 (-1) pts.                                                   |
| Ómnium (18.10)                  | Elia Viviani · Itália · 219 pts.                                                        | Jonathan Dibben · Reino Unido · 198 pts.                                                            | Unai Elorriaga Zubiaur · Espanha · 179 pts.                                                              |

### Feminino
| Evento                          | Ouro                                                                                                  | Prata | Bronze |
| ------------------------------- | --- | --- | --- |
| Velocidade individual (18.10)   | Anastasiya Voinova · Rússia                                                                           | Tania Calvo Barbero · Espanha                                                                                             | Kristina Vogel · Alemanha                                                                                                   |
| Velocidade por equipas (16.10)  | Rússia · Yelena Brezhniva · Anastasiya Voinova · Daria Shmeliova · 44,341                             | Alemanha · Miriam Welte · Kristina Vogel · 44,623                                                                         | Países Baixos · Elis Ligtlee · Shanne Braspennincx · 45,302                                                                 |
| Perseguição individual (19.10)  | Katie Archibald · Reino Unido · 3:40,136                                                              | Mieke Kröger · Alemanha · 3:42,153                                                                                        | Vilija Sereikaitė · Lituânia · 3:45,811                                                                                     |
| Perseguição por equipas (16.10) | Reino Unido · Katie Archibald · Elinor Barker · Ciara Horne · Laura Trott · Joanna Rowsell · 4:38,391 | Rússia · Tamara Balabolina · Irina Molicheva · Alexandra Goncharova · Yevgueniya Romaniuta · Alexandra Chekina · 4:45,364 | Itália · Simona Frapporti · Beatrice Bartelloni · Tatiana Guderzo · Silvia Valsecchi · Maria Giulia Confalonieri · 4:42,018 |
| 500 m contrarrelógio (18.10)    | Anastasiya Voinova · Rússia · 34,242                                                                  | Elis Ligtlee · Países Baixos · 34,776                                                                                     | Miriam Welte · Alemanha · 34,842                                                                                            |
| Corrida por pontos (16.10)      | Eugenia Bujak · Polónia · 21 pts.                                                                     | Kelly Druyts · Bélgica · 14 pts.                                                                                          | Elena Cecchini · Itália · 14 pts.                                                                                           |
| Scratch (17.10)                 | Yevgueniya Romaniuta · Rússia                                                                         | Laurie Berthon · França                                                                                                   | Elena Cecchini · Itália |
| Keirin (19.10)                  | Kristina Vogel · Alemanha                                                                             | Yelena Brezhniva · Rússia                                                                                                 | Shanne Braspennincx · Países Baixos                                                                                         |
| Ómnium (19.10)                  | Laura Trott · Reino Unido · 199 pts.                                                                  | Jolien D'Hoore · Bélgica · 198 pts.                                                                                       | Anna Knauer · Alemanha · 167 pts.                                                                                           |

## Medalheiro
| 1  | Reino Unido   | 6  | 1  | 1  | 8  |
| 2  | Rússia        | 4  | 3  | 3  | 10 |
| 3  | Alemanha      | 3  | 4  | 6  | 13 |
| 4  | França        | 2  | 2  | 2  | 6  |
| 5  | Bélgica       | 1  | 3  | 0  | 4  |
| 6  | Itália        | 1  | 1  | 3  | 5  |
| 7  | Polónia       | 1  | 1  | 0  | 2  |
| 8  | Áustria       | 1  | 0  | 0  | 1  |
| 9  | Países Baixos | 0  | 2  | 2  | 4  |
| 10 | Espanha       | 0  | 2  | 1  | 3  |
| 11 | Lituânia      | 0  | 0  | 1  | 1  |
|    | TOTAL         | 19 | 19 | 19 | 57 |